# Tupaia grossa de Borneo
La tupaia grossa de Borneo (Tupaia tana) és una espècie de tupaia de la família dels tupàids. Viu a altituds d'entre 0 i 1.500 msnm a Brunei, Indonèsia i Malàisia. Els seus hàbitats naturals són els boscos de plana, així com els horts i els boscos secundaris. És una espècie en risc mínim, és a dir, no sembla que hi hagi cap amenaça significativa per a la seva supervivència. El seu nom específic, tana, significa ‘tupaia’ en malai.